# سيباستيان دوديك
سيباستيان دوديك (بالبولندية: Sebastian Dudek)‏ هو لاعب كرة قدم بولندي في مركز الوسط، ولد في 19 يناير 1980 في Żary ‏ في بولندا. لعب مع زاغليبي سوسنويتش وشلوسك فروتسلاو وويدزي لودز.

## وصلات خارجية
- سيباستيان دوديك على موقع قاعدة بيانات كرة القدم.إي يو (الإنجليزية)
- سيباستيان دوديك على موقع Soccerway.com (الإنجليزية)